# رينو آر-35
رينو آر-35 (بالفرنسية: Renault R-35)‏ دبابة مشاة خفيفة فرنسية الصنع، استخدمت في الحرب العالمية الثانية، صممتها شركة رينو الفرنسية في الثلانينات لاستبدال الدبابات الأقدم من طراز إف تي-17 ودخلت مرحلة الإنتاج في عام 1936، صدرت الآر-35 لكل من بولندا ورومانيا قبل نشوب الحرب العالمية الثانية.